# Circonscription autonomique de Madrid
Ne doit pas être confondu avec Circonscription électorale de Madrid.
La circonscription électorale de Madrid est l'unique circonscription électorale pour les élections autonomiques à l'Assemblée de Madrid.
Elle correspond géographiquement à la Communauté de Madrid.

## Synthèse
|             |       | 1983 | 1987 | 1991 | 1995 | 1999 | 5/2003 | 10/2003 | 2007 | 2011 | 2015 | 2019 | 2021 | 2023 |
| ----------- | ----- | ---- | ---- | ---- | ---- | ---- | ------ | ------- | ---- | ---- | ---- | ---- | ---- | ---- |
| AP & alliés |       | 34   | 32   |      |      |      |        |         |      |      |      |      |      |      |
| IU - PCE    |       | 9    | 7    | 13   | 17   | 8    | 9      | 9       | 11   | 13   |      |      |      |      |
| PSOE        |       | 51   | 40   | 41   | 32   | 39   | 47     | 45      | 42   | 36   | 37   | 37   | 24   | 27   |
| CDS         |       |      | 17   |      |      |      |        |         |      |      |      |      |      |      |
| PP          |       |      |      | 47   | 54   | 55   | 55     | 57      | 67   | 72   | 48   | 30   | 65   | 70   |
| UPyD        |       |      |      |      |      |      |        |         |      | 8    |      |      |      |      |
| Podemos     |       |      |      |      |      |      |        |         |      |      | 27   | 7    | 10   |      |
| Cs          |       |      |      |      |      |      |        |         |      |      | 17   | 26   |      |      |
| MM          |       |      |      |      |      |      |        |         |      |      |      | 20   | 24   | 27   |
| Vox         |       |      |      |      |      |      |        |         |      |      |      | 12   | 13   | 11   |
|             |       |      |      |      |      |      |        |         |      |      |      |      |      |      |
| Total       | Total | 94   | 96   | 101  | 103  | 102  | 111    | 111     | 120  | 129  | 129  | 132  | 136  | 135  |

## Résultats détaillés

### 1999
| Parti | Parti | Députés élus |
| ----- | ----- | --- |
| PP    |       | Alberto Ruiz-Gallardón, Pío García-Escudero, Rosa María Posada Chapado, Antonio Beteta, Luis Eduardo Cortés Muñoz, Carlos María Mayor Oreja, Jesús Pedroche Nieto, María del Pilar Martínez López, Sylvia Enseñat de Carlos, Manuel Cobo Vega, Juan Van-Halen Acedo, Julio César Sánchez Fierro, Carmen Álvarez-Arenas, Paloma García Romero, Luis Manuel Partida Brunete, Pedro Luis Calvo Poch, Cristina Cifuentes, José Ignacio Echeverría, José López López, José Martín Crespo Díaz, Francisco Javier Rodríguez Rodríguez, Luis Peral Guerra, Jesús Fermosel, Paloma Adrados, Carlos López Collado, José María de Federico Corral, Manuel Troitiño Pelaz, Miguel Ángel Villanueva González, Miguel Ángel Pérez Huysmans, Colomán Trabado Pérez, Emilio Eusebio Sáinz de Murieta Rodeyro, Roberto Sanz Pinacho, Luis María Huete Morillo, María Gádor Ongil Cores, Pedro Muñoz Abrines, Mario de Utrilla Palombi, Álvaro Moraga Valiente, Benjamín Martín Vasco, María de la Paz González García, Antonio Hernández Guardia, Elena González Moñux, Luis del Olmo Flórez, Pilar Busó Borús, José Manuel Berzal Andrade, Esteban Parro del Prado, Victorino José Iriberri Haro, Francisco Vindel Lacalle, José Cabrera Orellana, Fernando Utande Martínez, Blanco Nieves de la Cierva de Hoces, Pablo Morillo Casals, María del Carmen Martín Irañeta, José Luis Narros Manzanero, María Pilar Liébana Montijano, Sonsoles Trinidad Aboín Aboín |
| PSOE  |       | Cristina Almeida, Jaime Lissavetzky, Francisco Cabaco, María Helena Almazán Vicario, Pedro Feliciano Sabando Suárez, Carmen Martínez Ten, Pedro Díez Olazábal, Jorge Gómez Moreno, Pilar García Peña, Enrique Echegoyen Vera, Marcos Sanz Agüero, Eduardo Tamayo Barrena, Ana Arroyo Veneroso, Francisca Oller Sánchez, Julián Revenga Sánchez, Adolfo Piñedo Simal, Elena Vázquez Menéndez, Alicia Acebes Carabaño, Antonio Chazarra Montiel, Francisco Garrido Hernández, Sagrario González Aceituno, Modesto Nolla Estrada, José Manuel Franco, Alejandro Fernández Martín, María Luz Martín Barrios, Óscar Iglesias Fernández, Carmen García Rojas, María Luisa Álvarez Durante, María Dolores Rodríguez Gabucio, Encarnación Moya, Antonio Fernández Gordillo, Antonio Carmona Sancipriano, Adolfo Navarro Muñoz, Óscar José Monterrubio Rodríguez, Eduardo Sánchez Gatell, Francisco Contreras Lorenzo, Álvaro Plaza Carpio, Miguel Buenestado Expósito, María Teresa Nevado Bueno |
| IU    |       | Ángel Pérez Martínez, José Guillermo Fernando Marín Calvo, Julio Setién Martínez, María Luisa Sánchez Peral, María Caridad García Álvarez, María Dolores Ruano Sánchez, Juan Ramón Sanz Arranz, Franco González Blázquez |

### mai 2003
| Parti | Parti | Députés élus |
| ----- | ----- | --- |
| PP    |       | Esperanza Aguirre, Miguel Ángel Villanueva González, Juan José Güemes Barrios, Concepción Dancausa, Beatriz María Elorriaga Pisarik, Alberto López Viejo, Antonio Beteta, Francisco Granados, Luis Eduardo Cortés Muñoz, Rosa María Posada Chapado, Paloma Adrados, Luis Peral Guerra, Carmen Álvarez-Arenas, José Ignacio Echániz, Luis Manuel Partida Brunete, María Gádor Ongil Cores, José Ignacio Echeverría, Juan Van-Halen Acedo, Fernando Martínez Vidal, Cristina Cifuentes, Juan Soler-Espiauba, Pedro Muñoz Abrines, Paloma Martín Martín, Sylvia Enseñat de Carlos, Luis del Olmo Flórez, Regino García-Badell Arias, José María de Federico Corral, María Isabel Martínez-Cubells Yraola, Álvaro Ramón Renedo Sedano, Elena de Utrilla Palombi, Francisco Javier Rodríguez Rodríguez, Jesús Fermosel, David Pérez García, Benjamín Martín Vasco, María Carmen Rodríguez Flores, Álvaro Moraga Valiente, Isabel González González, Concepción Lostau Martínez, Francisco de Borja Sarasola Jáudenes, Pilar Busó Borús, Laura de Esteban Martín, Eduardo Oficialdegui Alonso de Celada, Sonsoles Trinidad Aboín Aboín, Colomán Trabado Pérez, Jesús Adriano Valverde Bocanegra, María Isabel Redondo Alcaide, Pablo Morillo Casals, María Pilar Liébana Montijano, Carlos Clemente Aguado, Oliva Cristina García Robredo, Jacobo Ramón Beltrán Pedreira, Federico Jiménez de Parga Maseda, Francisco de Borja Carabante Muntada, José Cabrera Orellana, Pablo Abejas Juárez |
| PSOE  |       | Rafael Simancas, Inés Alberdi Alonso, Pedro Feliciano Sabando Suárez, Ruth Porta Cantoni, Carlos Westendorp, María Helena Almazán Vicario, Francisco Cabaco, Encarnación Moya, José Antonio Díaz Martínez, María Soledad Mestre García, José Manuel Franco, María Ángeles Martínez Herrando, Eduardo Tamayo Barrena, María Isabel Manzano Martínez, José Cepeda, Antonio Chazarra Montiel, Ana María Arroyo Veneroso, Modesto Nolla Estrada, Francisco Hernández Ballesteros, Lucila María Corral Ruiz, Francisco Contreras Lorenzo, Jorge Gómez Moreno, María Patrocinio Las Heras Pinilla, Francisco Javier Gómez Gómez, Óscar José Monterrubio Rodríguez, Carmen García Rojas, Eustaquio Giménez Molero, Andrés Rojo Cubero, Alicia Acebes Carabaño, Eduardo Sánchez Gatell, Rafael Gómez Montoya, María Paz Martín Lozano, Marcos Sanz Agüero, Antonio Fernández Gordillo, María Maravillas Martíndez Doncel, Alejandro Fernández Martín, Juan Antonio Ruiz Castillo, María Rosa de la Rosa Ignacio, Enrique Echegoyen Vera, Adolfo Piñedo Simal, María Dolores Rodríguez Gabucio, María Antonia García Fernández, Francisco Garrido Hernández, José Luis García Sánchez, Adolfo Navarro Muñoz, María Teresa Sáez Laguna, Pedro García-Blanco Saceda |
| IU    |       | Fausto Fernández Díaz, Eduardo Cuenca Cañizares, Miguel Ángel Reneses González-Solares, María Caridad García Álvarez, Margarita María Ferré Luparia, Jorge García Castaño, Luis Suárez Machota, José Guillermo Fernando Marín Calvo, María de los Reyes Montiel Mesa |

### octobre 2003
| Parti | Parti | Députés élus |
| ----- | ----- | --- |
| PP    |       | Esperanza Aguirre, Miguel Ángel Villanueva González, Juan José Güemes Barrios, Concepción Dancausa, Beatriz María Elorriaga Pisarik, Alberto López Viejo, Antonio Beteta, Francisco Granados, Luis Eduardo Cortés Muñoz, Rosa María Posada Chapado, Paloma Adrados, Luis Peral Guerra, Carmen Álvarez-Arenas, José Ignacio Echániz, Luis Manuel Partida Brunete, María Gádor Ongil Cores, José Ignacio Echeverría, Juan Van-Halen Acedo, Fernando Martínez Vidal, Cristina Cifuentes, Juan Soler-Espiauba, Pedro Muñoz Abrines, Paloma Martín Martín, Sylvia Enseñat de Carlos, Luis del Olmo Flórez, Regino García-Badell Arias, José María de Federico Corral, María Isabel Martínez-Cubells Yraola, Álvaro Ramón Renedo Sedano, Elena de Utrilla Palombi, Francisco Javier Rodríguez Rodríguez, Jesús Fermosel, David Pérez García, Benjamín Martín Vasco, María Carmen Rodríguez Flores, Álvaro Moraga Valiente, Isabel González González, Concepción Lostau Martínez, Francisco de Borja Sarasola Jáudenes, Pilar Busó Borús, Laura de Esteban Martín, Eduardo Oficialdegui Alonso de Celada, Sonsoles Trinidad Aboín Aboín, Colomán Trabado Pérez, Jesús Adriano Valverde Bocanegra, María Isabel Redondo Alcaide, Pablo Morillo Casals, María Pilar Liébana Montijano, Carlos Clemente Aguado, Oliva Cristina García Robredo, Jacobo Ramón Beltrán Pedreira, Federico Jiménez de Parga Maseda, Francisco de Borja Carabante Muntada, José Cabrera Orellana, Pablo Abejas Juárez, Juan José García Ferrer, María Teresa Cristina Calatayud Prieto |
| PSOE  |       | Rafael Simancas, Matilde Fernández, Luis María López Guerra, Inés Alberdi Alonso, Pedro Feliciano Sabando Suárez, Ruth Porta Cantoni, Carlos Westendorp, María Helena Almazán Vicario, Francisco Cabaco, Encarnación Moya, José Antonio Díaz Martínez, María Soledad Mestre García, José Quintana Viar, José Manuel Franco, Manuel Sánchez Cifuentes, María Ángeles Martínez Herrando, María Isabel Manzano Martínez, José Cepeda, Antonio Chazarra Montiel, Ana María Arroyo Veneroso, Modesto Nolla Estrada, Francisco Hernández Ballesteros, Lucila María Corral Ruiz, Francisco Contreras Lorenzo, Jorge Gómez Moreno, María Patrocinio Las Heras Pinilla, Francisco Javier Gómez Gómez, Óscar José Monterrubio Rodríguez, Carmen García Rojas, Andrés Rojo Cubero, Alicia Acebes Carabaño, Eduardo Sánchez Gatell, Rafael Gómez Montoya, María Paz Martín Lozano, Marcos Sanz Agüero, Antonio Fernández Gordillo, María Maravillas Martíndez Doncel, Alejandro Fernández Martín, Juan Antonio Ruiz Castillo, Adolfo Navarro Muñoz, Enrique Echegoyen Vera, María Dolores Rodríguez Gabucio, Adolfo Piñedo Simal, María Antonia García Fernández, Francisco Garrido Hernández |
| IU    |       | Fausto Fernández Díaz, Eduardo Cuenca Cañizares, Miguel Ángel Reneses González-Solares, María Caridad García Álvarez, Margarita María Ferré Luparia, Jorge García Castaño, Luis Suárez Machota, José Guillermo Fernando Marín Calvo, María de los Reyes Montiel Mesa |

- Fernando Martínez (PP) est remplacé en décembre 2003 par María Begoña García Martín.
- Isabel Martínez-Cubells (PP) est remplacée en décembre 2003 par Margarita África Lozano Martín.
- Regino García-Badell (PP) est remplacé en décembre 2003 par María Nadia Álvarez Padilla.
- Laura de Esteban (PP) est remplacée en décembre 2003 par Carlos Javier Zori Molla.
- Carlos Clemente (PP) est remplacé en décembre 2003 par María del Carmen Martín Irañeta.
- Luis del Olmo (PP) est remplacé en décembre 2003 par Rafael Pastor Martín.
- Álvaro Renedo (PP) est remplacé en décembre 2003 par Alfonso Bosch Tejedor.
- Juan José García (PP) est remplacé en février 2004 par José Ignacio Fernández Rubio.
- Sylvia Enseñat (PP) est remplacée en mars 2004 par Ignacio González Velayos.
- Luis Partida (PP) est remplacé en avril 2004 par Mónica García Molina.
- Miguel Ángel Villanueva (PP) est remplacé en avril 2004 par Ana María Abella Álava.
- Lucila Corral (PSOE) est remplacée en avril 2004 par Virginia Aranda Pizarro.
- Oliva García (PP) est remplacée en avril 2004 par Javier Moreno Rebate.
- José Ignacio Echániz (PP) est remplacé en avril 2004 par Ana María Fernández Mallo.
- Luis López (PSOE) est remplacé en mai 2004 par José Luis García Sánchez.
- Carlos Westendorp (PSOE) est remplacé en septembre 2004 par Felisa Sánchez Ocaña.
- Jesús Valverde (PP) est remplacé en octobre 2004 par Álvaro González López.
- Luis Eduardo Cortés (PP) est remplacé en septembre 2005 par Miriam Villares Gonzalo.
- Carmen Álvarez-Arenas (PP) est remplacée en octobre 2005 par Ana Paula Vicente Benítez.
- Pablo Abejas (PP) est remplacé en septembre 2006 par Carolina Martínez Prados.

### 2007
| Parti | Parti | Députés élus |
| ----- | ----- | --- |
| PP    |       | Esperanza Aguirre, Ignacio González González, Francisco Granados, Beatriz María Elorriaga Pisarik, Lucía Figar de Lacalle, Juan José Güemes Barrios, Alfredo Prada, María Gádor Ongil Cores, Alberto López Viejo, Engracia Hidalgo Tena, Antonio Beteta, Paloma Adrados, Cristina Cifuentes, Juan Soler-Espiauba, Regino García-Badell Arias, Carmen Álvarez-Arenas, David Pérez García, Luis Peral Guerra, Rosa María Posada Chapado, José Ignacio Echeverría, Elvira Rodríguez, María Carmen Rodríguez Flores, Juan Van-Halen Acedo, Ana Mariño, Benjamín Martín Vasco, Luis del Olmo Flórez, Paloma Martín Martín, Pedro Muñoz Abrines, Elena de Utrilla Palombi, Pedro Núñez Morgades, José María de Federico Corral, Francisco Javier Rodríguez Rodríguez, Isabel González González, Enrique Ruiz Escudero, María Luz Bajo Prieto, Jesús Fermosel, Francisco de Borja Sarasola Jáudenes, María Pilar Liébana Montijano, Sonsoles Trinidad Aboín Aboín, Pablo Casado, María Nieves Margarita García Nieto, Álvaro Moraga Valiente, Jacobo Ramón Beltrán Pedreira, María Nadia Álvarez Padilla, Jesús Adriano Valverde Bocanegra, Eduardo Oficialdegui Alonso de Celada, Jaime González Taboada, Carlos Clemente Aguado, Regina Plañiol Lacalle, Pilar Busó Borús, Francisco de Borja Carabante Muntada, Colomán Trabado Pérez, José Gabriel Astudillo López, Marta María Escudero Díaz-Tejeiro, María Isabel Redondo Alcaide, José Cabrera Orellana, Raimundo Herraiz Romero, María Teresa Gómez-Limón Amador, Ana Camins Martínez, Federico Jiménez de Parga Maseda, Pablo Morillo Casals, Alfonso Bosch Tejedor, María Isabel Barreiro Fernández, María del Carmen Martín Irañeta, José Ignacio Fernández Rubio, José María Arribas del Barrio, Ignacio González Velayos |
| PSOE  |       | Rafael Simancas, Matilde Fernández, Andrés Rojo Cubero, Ruth Porta Cantoni, Pedro Feliciano Sabando Suárez, Carmen Menéndez González-Palenzuela, Francisco Cabaco, María Helena Almazán Vicario, José Luis Pérez Ráez, Pilar Mercedes Lezcano Pastor, José Manuel Franco, Encarnación Moya, José Quintana Viar, María Mercedes Díaz Massó, Modesto Nolla Estrada, Adolfo Navarro Muñoz, Josefa Dolores Pardo Ortiz, José Cepeda, María Ángeles Martínez Herrando, Francisco Contreras Lorenzo, Francisco Javier Gómez Gómez, Pilar Sánchez Acera, César Augusto Giner Parreño, María Antonia García Fernández, Jorge Gómez Moreno, José Antonio Díaz Martínez, Fátima Peinado Villegas, Enrique Echegoyen Vera, Carmen García Rojas, Antonio Fernández Gordillo, Iván García Yustos, Rosa María Alcalá Chacón, Joaquín García Pontes, Rosa Yolanda Villavicencio Mapy, Alejandro Lucas Fernández Martín, Óscar Blanco Hortet, Esperanza Rozas Piña, Juan Antonio Ruiz Castillo, Livia Castillo Pascual, Adolfo Piñedo Simal, Francisco Hernández Ballesteros, María Dolores Rodríguez Gabucio |
| IU    |       | Inés Sabanés Nadal, Gregorio Gordo Pradel, María Caridad García Álvarez, Miguel Ángel Reneses González-Solares, Fausto Fernández Díaz, Eulalia Vaquero Gómez, Antero Ruiz López, Juan Ramón Sanz Arranz, María de los Reyes Montiel Mesa, María Josefa Amat Ruiz, Fernando Camaño Gómez |

- Raimundo Herraiz (PP) est remplacé en juillet 2007 par Ana María Abella Álava.
- Luis del Olmo (PP) est remplacé en juillet 2007 par Álvaro González López.
- Paloma Martín (PP) est remplacée en juillet 2007 par Alicia Delibes Liniers.
- Jaime González Taboada (PP) est remplacé en juillet 2007 par Antonio González Terol.
  - Antonio González Terol (PP) est remplacé en octobre 2007 par María Belén Prado Sanjurjo.
- Regino García-Badell (PP) est remplacé en juillet 2007 par María Begoña García Martín.
- Borja Sarasola (PP) est remplacé en octobre 2007 par José Luis Fernández-Quejo del Pozo.
- Carmen Álvarez-Arenas (PP) est remplacée en mars 2008 par Paula Gómez-Angulo Amorós.
- Rafael Simancas (PSOE) est remplacé en avril 2008 par Mario Lisandro Salvatierra Saru.
- Pedro Sabando (PSOE) est remplacé en septembre 2008 par Virginia Aranda Pizarro.
- Borja Carabante (PP) est remplacé en octobre 2008 par Francisco Acedo Jiménez.
- Carlos Clemente (PP) est remplacé en novembre 2008 par Salvador Victoria Bolívar.
- Ignacio González Velayos (PP) est remplacé en juillet 2009 par Alejandro José Halffter Gallego.
- Pablo Casado (PP) est remplacé en juillet 2009 par Teresa de Jesús Luis Rico.
- Jorge Gómez (PSOE) est remplacé en février 2010 par José Luis García Sánchez.
- Juan José Güemes (PP) est remplacé en avril 2010 par Francisco Javier Hernández Martínez.
- Isabel Barreiro (PP) est remplacée en septembre 2010 par Miriam Villares Gonzalo.
- Reyes Montiel (IU) est remplacée en novembre 2010 par Carmen Pérez-Carballo Veiga.
- Alfredo Prada (PP) est remplacé en novembre 2010 par David Erguido Cano.
- Esperanza Rozas (PSOE) est remplacée en février 2011 par Óscar José Monterrubio Rodríguez.
- Alberto López Viejo (PP) démissionne en avril 2011 mais n'est pas remplacé.
- Alfonso Bosch (PP) démissionne en avril 2011 mais n'est pas remplacé.
- Benjamín Martín (PP) démissionne en avril 2011 mais n'est pas remplacé.

### 2011
| Parti | Parti | Députés élus |
| ----- | ----- | --- |
| PP    |       | Esperanza Aguirre, Ignacio González González, Francisco Granados, Beatriz María Elorriaga Pisarik, Lucía Figar de Lacalle, Antonio Beteta, Javier Fernández-Lasquetty y Blanc, María Gádor Ongil Cores, Ana Mariño, David Pérez García, Engracia Hidalgo Tena, Juan Soler-Espiauba, Cristina Cifuentes, Pedro Muñoz Abrines, Regino García-Badell Arias, Elvira Rodríguez, Esteban Parro del Prado, Luis Peral Guerra, Rosa María Posada Chapado, José Ignacio Echeverría, Alicia Delibes Liniers, Francisco de Borja Sarasola Jáudenes, Juan Van-Halen Acedo, Regina Plañiol Lacalle, José María de Federico Corral, Luis del Olmo Flórez, Eva Piera Rojo, Bartolomé González Jiménez, Eugenia Carballedo, Pedro Núñez Morgades, Bonifacio de Santiago Prieto, Francisco Javier Rodríguez Rodríguez, María Pilar Liébana Montijano, Enrique Ruiz Escudero, María Luz Bajo Prieto, Jesús Fermosel, Íñigo Henríquez de Luna, María Isabel Redondo Alcaide, Sonsoles Trinidad Aboín Aboín, Jacobo Ramón Beltrán Pedreira, María Nieves Margarita García Nieto, Álvaro Moraga Valiente, Jesús Adriano Valverde Bocanegra, María Nadia Álvarez Padilla, Francisco de Borja Carabante Muntada, Eduardo Oficialdegui Alonso de Celada, Germán Alcayde Fort, Salvador Victoria Bolívar, Marta María Escudero Díaz-Tejeiro, Pilar Busó Borús, Fernando Díaz Robles, Colomán Trabado Pérez, José Cabrera Orellana, María Inmaculada Sanz Otero, María Carmen González Fernández, José Tomás Serrano Guio, Raimundo Herraiz Romero, Eva Tormo Mairena, Ana Camins Martínez, Ángel Fernández Díaz, José Miguel Moreno Torres, Carlos González Pereira, María Belén Prado Sanjurjo, María del Carmen Martín Irañeta, Álvaro González López, José María Arribas del Barrio, Ignacio González Velayos, Ana Abella Álava, Francisco Javier Hernández Martínez, Carmen Pérez-Llorca Zamora, Antonio González Terol, María Begoña García Martín |
| PSOE  |       | Tomás Gómez, Amparo Valcarce, Juan Barranco, Carmen Menéndez González-Palenzuela, José Cepeda, Matilde Fernández, José Quintana Viar, Rosa María Alcalá Chacón, Enrique Cascallana Gallastegui, Encarnación Moya, Eusebio González Jabonero, Josefa Dolores Pardo Ortiz, José Manuel Franco, María Helena Almazán Vicario, Antonio Carmona Sancipriano, María Isabel Peces-Barba Martínez, José Manuel Freire Campo, Carla Antonelli, José Luis García Sánchez, María del Carmen Toledano Rico, Antonio Fernández Gordillo, Laura Oliva García, Óscar Iglesias Fernández, María Paz Martín Lozano, Mario Lisandro Salvatierra Saru, María Victoria Morena Sanfrutos, Jesús Miguel Dionisio Ballesteros, Josefa Navarro Lanchas, Pedro Santín Fernández, Sonia Conejero Palero, Juan Segovia Noriega, María Teresa González Ausín, Miguel Aguado Arnáez, María Julia Martínez Torales, Eustaquio Jiménez Molero, Modesto Nolla Estrada |
| IU-LV |       | Gregorio Gordo Pradel, Eulalia Vaquero Gómez, Antero Ruiz López, Carmen Villares Atienza, Tania Sánchez Melero, María Josefa Amat Ruiz, Miguel Ángel Reneses González-Solares, Libertad Martínez Martínez, Mauricio Valiente Ots, María Espinosa de la Llave, Arsenio Rubén Bejarano Ferreras, María Isabel Moreno Martínez, Joaquín Sanz Arranz |
| UPyD  |       | Luis Velasco Rami, Ramón Marcos Allo, María Loreto Ruiz de Alda Moreno, Elvira María García Piñeiro, Juan Luis Fabo Ordóñez, Enrique Normand de la Sotilla, Alberto Reyero Zubiri, Gabriel Julio López López |

- Regino García-Badell (PP) est remplacé en juin 2011 par José Luis Fernández-Quejo del Pozo.
- Engracia Hidalgo (PP) est remplacée en juillet 2011 par Isabel Díaz Ayuso.
- Germán Alcayde (PP) est remplacé en juillet 2011 par Alfonso Carlos Serrano Sánchez-Capuchino.
- Ignacio Velayos (PP) est remplacé en juillet 2011 par Rosalía Gonzalo López.
- Raimundo Herraiz (PP) est remplacé en juillet 2011 par María Gema Sanz Sanz.
- Inmaculada Sanz (PP) est remplacée en juillet 2011 par Diego Lozano Pérez.
- Luz Bajo (PP) est remplacée en décembre 2011 par Pablo Luis de Todos los Santos Jorge Herrero.
- Elvira Rodríguez (PP) est remplacée en décembre 2011 par Francisco de Borja Fanjul Fernández-Pita.
- Antonio Beteta (PP) est remplacé en décembre 2011 par Jesús Gómez Ruiz.
- Cristina Cifuentes (PP) est remplacée en janvier 2012 par Mario de Utrilla Palombi.
- Esperanza Aguirre (PP) est remplacée en septembre 2012 par María Teresa Gómez-Limón Amador.
- Nieves García (PP) est remplacée en septembre 2012 par Miriam Villares Gonzalo.
- Eva Piera (PP) est remplacée en février 2013 par María de las Mercedes Delgado de Robles Sanguino.
- Adriano Valverde (PP) est remplacé en avril 2013 par Eduardo Raboso García-Baquero.
- Francisco Granados (PP) est remplacé en février 2014 par Teresa de Jesús Luis Rico.
- Carmen Pérez-Llorca (PP) est remplacée en juin 2014 par Lucila Toledo Moreno.
- Rosa Posada (PP) est remplacée en octobre 2014 par María Isabel Orozco Pedroche.
- Javier Fernández-Lasquetty (PP) est remplacé en janvier 2015 par Francisco Javier Becerra Redondo.
- Juan Barranco (PSOE) est remplacé en février 2015 par María Isabel Ardi Jiménez.
- Rosa Alcalá (PSOE) est remplacée en février 2015 par Óscar José Monterrubio Rodríguez.
- Tomás Gómez (PSOE) est remplacé en février 2015 par Susana Calvo Capilla.
- Carmen Menéndez (PSOE) est remplacée en février 2015 par Miguel Ángel González Arjona.
- María Espinosa (IU-LV) est remplacée en février 2015 par Juan Miguel Belmonte Gómez.
- Tania Sánchez (IU-LV) est remplacée en février 2015 par Demetrio Eduardo Sánchez Iglesias après renonciation d'Emilia Alonso Serrano.
- Pedro Núñez (PP) démissionne en mars 2015.

### 2015
| Parti      | Parti | Députés élus |
| ---------- | ----- | --- |
| PP         |       | Cristina Cifuentes, Ángel Garrido, Jaime González Taboada, Paloma Adrados, Carlos Izquierdo Torres, María Gádor Ongil Cores, Álvaro César Ballarín Valcárcel, Ana Mariño, David Pérez García, Juan Soler-Espiauba, Bartolomé González Jiménez, Francisco de Borja Sarasola Jáudenes, Rosalía Gonzalo López, José Ignacio Echeverría Echániz, Elena González-Moñux Vázquez, Jesús Fermosel, Enrique Ossorio, Juan Van-Halen Acedo, Eugenia Carballedo, Eva Tormo Mairena, Juan Antonio Gómez-Angulo Rodríguez, Isabel González González, Isabel Díaz Ayuso, Luis Peral Guerra, José Enrique Núñez Guijarro, Pedro Rollán Ojeda, Ignacio García de Vinuesa Gardoqui, Manuel Francisco Quintanar Díez, Ana Isabel Pérez Baos, María Inés Berrio Fernández-Caballero, Álvaro Moraga Valiente, Diego Lozano Pérez, María Pilar Liébana Montijano, María Isabel Redondo Alcaide, José María Arribas del Barrio, Alfonso Carlos Serrano Sánchez-Capuchino, Ana Camins Martínez, Luis del Olmo Flórez, María Josefa Aguado del Olmo, José Manuel Berzal Andrade, Miguel Ángel Ruiz López, Daniel Ortiz Espejo, Jacobo Ramón Beltrán Pedreira, Sonsoles Trinidad Aboín Aboín, María Cristina Álvarez Sánchez, Antonio González Terol, José Tortosa de la Iglesia, José Cabrera Orellana |
| PSOE       |       | Ángel Gabilondo, Carmen Martínez Ten, Pedro Zerolo, Mercedes Gallizo Llamas, José Manuel Freire Campo, María Carmen López Ruiz, José Manuel Franco, Pilar Llop, Juan José Moreno Navarro, Mónica Silvana González González, José Cepeda, Pilar Sánchez Acera, Daniel Vicente Viondi, Encarnación Moya, Modesto Nolla Estrada, Josefa Navarro Lanchas, José Quintana Viar, Ana García d'Atri, Juan Segovia Noriega, Reyes Maroto, Rafael Gómez Montoya, Carla Antonelli, Enrique Rico García Hierro, Mónica Carazo Gómez, Juan Lobato Gandarias, María Isaura Leal Fernández, Diego Cruz Torrijos, María Isabel Andaluz Andaluz, Pedro Pablo García Rojo Garrido, Josefa Pardo Ortiz, Agustín Vinagre Alcázar, María Carmen Mena Romero, José Ángel Gómez Chamorro Torres, Eva María Manguan Valderrama, Nicolás Rodríguez García, María Lucía Inmaculada Casares Díaz, Pedro Santín Fernández |
| Podemos    |       | José Manuel López Rodrigo, Lorena Ruiz-Huerta García de Viedma, Ramón Espinar, Beatriz Gimeno Reinoso, Pablo Padilla Estrada, Cecilia Salazar-Alonso Revuelta, Jacinto Morano González, Carmen San José Pérez, Emilio Delgado Orgaz, María Espinosa de la Llave, Eduardo Gutiérrez Benito, Jazmín Beirak Ulanosky, Raúl Camargo Fernández, Raquel Huerta Bravo, Alejandro Sánchez Pérez, Isabel Serra Sánchez, Isidro López Hernández, Clara Serra Sánchez, Miguel Ardanuy Pizarro, Olga Abasolo Pozas, Hugo Martínez Abarca, Elena Sevillano de las Heras, Miguel Ongil López, Laura Díaz Román, Marco Candela Pokorna, Mónica García Gómez, Eduardo Fernández Rubiño |
| Ciudadanos |       | Ignacio Aguado, César Zafra Hernández, Eva María Borox Montoro, Tomás Marcos Arias, Marta Marbán de Frutos, Daniel Álvarez Cabo, Esther Ruiz Fernández, Juan Trinidad, Alberto Reyero Zubiri, María Teresa de La Iglesia Vicente, Pedro Núñez Morgades García de Leániz, Enrique Veloso Lozano, María Dolores González Pastor, Francisco Lara Casanova, Susana Solís Pérez, Jesús Ricardo Megías Morales, Juan Ramón Rubio Ruiz |

- Pedro Zerolo (PSOE), mort avant la constitution de l'Assemblée, est remplacé par María Isabel Ardid Jiménez.
- Manuel Quintanar (PP) est remplacé en juillet 2015 par María Nadia Álvarez Padilla.
- Borja Sarasola (PP) est remplacé en juillet 2015 par Marta María Escudero Díaz-Tejeiro.
- José Tortosa de la Iglesia (PP) est remplacé en juillet 2015 par Diego Sanjuanbenito Bonal.
  - Diego Sanjuanbenito est remplacé en décembre 2016 par Ángel Ramos Sánchez après renonciation de Paloma Martín Martín.
- Miguel Ángel Ruiz (PP) est remplacé en juillet 2015 par Jesús Gómez Ruiz.
- Cristina Álvarez (PP) est remplacée en juillet 2015 par Begoña García Martín après la renonciation de Enrique Ruiz Escudero.
- Pedro Núñez (Cs) est remplacé en septembre 2015 par Roberto Núñez Sánchez.
- Eva Tormo (PP) est remplacée en octobre 2015 par Lucila Toledo Moreno.
- José Cabrera (PP) est remplacé en octobre 2015 par José Luis Fernández-Quejo del Pozo.
- José Ignacio Echeverría (PP) est remplacé en décembre 2015 par Pedro Muñoz Abrines.
- Antonio González Terol (PP) est remplacé en janvier 2016 par María Regina Plañiol de Lacalle après renonciation de Jesús Adriano Valverde Bocanegra et María Belén Fernández-Salinero García.
  - Regina Plañiol est remplacée en octobre 2018 par María José García-Patrón Alcázar.
- Diego Lozano (PP) est remplacé en février 2016 par José Tomás Serrano Guío après renonciation de Jorge Jiménez de Cisneros Bailly-Bailliere.
- Eva Borox (Cs) est remplacée en avril 2016 par Ana Rodríguez Durán.
- Jacobo Beltrán (PP) est remplacé en avril 2016 par Alejandro Sánchez Fernández.
- Daniel Ortiz (PP) est remplacé en juillet 2016 par María de las Mercedes Delgado Robles Sanguino.
- Olga Abasolo (Podemos) est remplacée en octobre 2016 par Beatriz Galiana Blanco.
- Ana García d'Atri (PSOE) est remplacée en janvier 2017 par José Luis García Sánchez.
- Luis Peral (PP) est remplacé en janvier 2017 par Eduardo Oficialdegui Alonso de Celada.
- José Enrique Núñez (PP) est remplacé en février 2017 par Ana Belén Barbero Martín.
- Cecilia Salazar-Alonso (Podemos) est remplacée en février 2017 par Alberto Oliver Gómez de la Vega.
- Daniel Álvarez (Cs) est remplacé en mars 2017 par María Victoria Ángeles Alonso Márquez.
- Josefa Aguado (PP) est remplacée en juin 2017 par Anca Teodora Moldovan Feier.
- Elena González-Moñux (PP) est remplacée en septembre 2017 par Eduardo Raboso García-Vaquero après renonciation de José Luis Sanz Vicente.
- Isabel Díaz Ayuso (PP) est remplacée en octobre 2017 par Belén Rodríguez Palomino.
- Álvaro Ballarín (PP) est remplacé en octobre 2017 par Pilar Busó Borús.
- Inés Berrio (PP) est remplacée en octobre 2017 par Teresa de Jesús Luis Rico.
- Juan Segovia (PSOE) est remplacé en avril 2018 par María Paz Martín Lozano.
- Cristina Cifuentes (PP) est remplacée en mai 2018 par Federico Jiménez de Parga Maseda.
- Luis del Olmo (PP) est remplacé en juin 2018 par Lucía Fernández Fernández après renonciation de Pablo José Rodríguez Sardinero.
- Reyes Maroto (PSOE) est remplacée en juin 2018 par Rafael José Vélez.
- Isaura Leal (PSOE) est remplacée en juillet 2018 par María Julia Martínez Torales.
- Pilar Llop (PSOE) est remplacée en septembre 2018 par Ricardo Vicente Peña Mari.
- Mercedes Gallizo (PSOE) est remplacée en septembre 2018 par Begoña Estefanía Suárez Menéndez.
- Pedro Santín (PSOE) est remplacé en octobre 2018 par Miguel Ángel González Merino.
- Lorena Ruiz-Huerta (Podemos) est remplacée en octobre 2018 par María Acín Carrera.
- Ramón Espinar (Podemos) est remplacé en février 2019 par Juan Ignacio Varela-Portas Orduña.
- Ángel Garrido (PP) démissionne en avril 2019 et n'est pas remplacé.
- Daniel Vicente Viondi (PSOE) démissionne en mai 2019 et n'est pas remplacé.
- José Manuel Franco (PSOE) démissionne en mai 2019 et n'est pas remplacé.

### 2019
| Parti      | Parti | Députés élus |
| ---------- | ----- | --- |
| PSOE       |       | Ángel Gabilondo, Pilar Llop, José Manuel Rodríguez Uribes, Llanos Castellanos, Juan Miguel Hernández de León, Pilar Sánchez Acera, José Manuel Freire Campo, María Carmen Barahona Prol, Borja Luis Cabezón Royo, Purificación Causapié Lopesino, Francisco Tomás-Valiente Lanuza, Lorena Morales Porro, Enrique Rico García Hierro, Matilde Isabel Díaz Ojeda, Juan José Moreno Navarro, Cristina González Álvarez, José Luis García Sánchez, Isabel Aymerich d'Olhaberriague, José Cepeda, Hana Jalloul, Fernando Fernández Lara, Sonia Conejero Palero, Miguel Luis Arranz Sánchez, Encarnación Moya, Javier Guardiola Arévalo, María Carmen Mena Romero, Modesto Nolla Estrada, Marta Bernardo Llorente, Agustín Vinagre Alcázar, María Carmen López Ruiz, Diego Cruz Torrijos, María Luisa Mercado Merino, Rafael Gómez Montoya, Carla Antonelli, Nicolás Rodríguez García, Macarena Elvira Rubio, José Ángel Gómez Chamorro Torres |
| PP         |       | Isabel Díaz Ayuso, David Pérez García, Ana Camins Martínez, Eugenia Carballedo, Pedro Rollán Ojeda, Alfonso Carlos Serrano Sánchez-Capuchino, Carlos Izquierdo Torres, Yolanda Ibarrola, Alicia Sánchez-Camacho, David Erguido Cano, Enrique Ossorio, Paloma Adrados, Daniel Portero de la Torre, Regina Otaola Muguerza, Diego Sanjuanbenito Bonal, Jaime de los Santos, Almudena Negro Konrad, Pedro Muñoz Abrines, María Carmen Castell Díaz, Eduardo Raboso García-Baquero, Jorge Rodrigo Domínguez, María Nadia Álvarez Padilla, Álvaro Moraga Valiente, José María Arribas del Barrio, María Yolanda Estrada Madrid, Carlos Díaz-Pache Gosende, Rocío Albert López, José Enrique Núñez Guijarro, María Dolores Navarro Ruiz, José Antonio Sánchez Serrano |
| Ciudadanos |       | Ignacio Aguado, César Zafra Hernández, Esther Ruiz Fernández, Javier Luengo Vicente, Eva Bailén Fernández, Juan Trinidad, Araceli Gómez García, Luis Pacheco Torres, Alberto Reyero Zubiri, Carlota Santiago Camacho, Enrique Veloso Lozano, Ana Isabel García García, Ángel Garrido, Tamara Pardo Blázquez, Tomás Marcos Arias, Sergio Brabezo Carballo, Emy Fernández-Luna Abellán, Roberto Núñez Sánchez, Miguel Díaz Martín, Marta Marbán de Frutos, Juan Rubio Ruiz, Victoria Alonso Márquez, Ricardo Megias Morales, Roberto Hernández Blázquez, Pilar Liébana Soto, Ana Rodríguez Durán |
| MM         |       | Íñigo Errejón, Clara Serra Sánchez, Diego Figuera Álvarez, Alicia Gómez Benítez, Héctor Tejero Franco, Tania Sánchez Melero, Alejandro Sánchez Pérez, Alodia Pérez Muñoz, Pablo Gómez Perpinyà, Mónica García Gómez, Jorge Moruno Danzi, Jazmín Beirak Ulanosky, Eduardo Fernández Rubiño, María Pastor Valdés, Emilio Delgado Orgaz, María Acín Carrera, Hugo Martínez Abarca, Clara Ramas San Miguel, Santiago Eduardo Gutiérrez Benito, Raquel Huerta Bravo |
| Vox        |       | Rocío Monasterio, José María Marco Tobarra, Jorge Arturo Cutillas Cordón, Ana María Cuartero Lorenzo, Íñigo Henríquez de Luna, Mariano Calabuig Martínez, Alicia Verónica Rubio Calle, Pablo Gutiérrez de Cabiedes Hidalgo de Caviedes, María Yobana Carril Antelo, Javier Pérez Gallardo, Jaime María de Berenguer de Santiago, Gádor Pilar Joya Verde |
| UP         |       | Isabel Serra Sánchez, Sol Sánchez, Beatriz Gimeno Reinoso, Jacinto Morano González, Francisco Javier Cañadas Martín, Vanessa Lillo Gómez, Carolina Alonso Alonso |

- José María Marco (VOX) ne siège pas et est remplacé dès l'ouverture de la législature par José Ignacio Arias Moreno.
- Rocío Albert (PP) est remplacée en octobre 2019 par Lorena Heras Sedano.
- Nadia Álvarez (PP) est remplacée en octobre 2019 par Pedro María Corral Corral.
- Francisco Luengo (Cs) est remplacé en octobre 2019 par Enrique Martínez Cantero.
- José María Antón (Cs) est remplacé en octobre 2019 par Yago Mahúgo Carles.
- Victoria Ángeles Alonso (Cs) est remplacée en octobre 2019 par Matías de la Mota Martínez après renonciation de Silvia Roldán Fernández.
- Roberto Núñez (Cs) est remplacé en octobre 2019 par Elena Álvarez Brasero.
- Franciso Tomás-Valiente (PSOE) est remplacé en octobre 2019 par Ana Sánchez Sánchez.
- Clara Serra (MM) est remplacée en octobre 2019 par Antonio Sánchez Domínguez.
- Íñigo Errejón (MM) est remplacé en novembre 2019 par Loreto Arenillas Gómez.
- Yolanda Ibarrola (PP) est remplacée en février 2020 par Esther Platero San Román.
- Pedro Rollán (PP) est remplacé en février 2020 par Juan Soler-Espiauba.
- José Manuel Rodríguez Uribes (PSOE) est remplacé en février 2020 par Óscar Cerezal Orellana.
- Hana Jalloul (PSOE) est remplacée en février 2020 par Carlota Merchán.
- Beatriz Gimeno (UP) est remplacée en février 2020 par Paloma García Villa.
- Regina Otaola (PP) est remplacée en février 2020 par José Virgilio Menéndez Medrano.
- Llanos Castellanos (PSOE) est remplacée en mars 2020 par Carlos Carnero González.
- Alicia Gómez Benítez (MM) est remplacée en juin 2020 par Alberto Oliver Gómez de la Vega.
- Carlos Díaz-Pache (PP) est remplacé en octobre 2020 par Paloma Tejero Toledo.
- José Antonio Sánchez (PP) est remplacé en octobre 2020 par Ana Dávila-Ponce de León Municio.
- Borja Cabezón (PSOE) est remplacé en janvier 2021 par Isabel Sofía Cadórniga Varela.

### 2021
| Parti  | Parti | Députés élus |
| ------ | ----- | --- |
| PP     |       | Isabel Díaz Ayuso, Enrique Ruiz Escudero, Ana Camins Martínez, Enrique López López, David Pérez García, Enrique Ossorio, Eugenia Carballedo, Javier Fernández-Lasquetty y Blanc, Paloma Martín Martín, Alfonso Carlos Serrano Sánchez-Capuchino, Carlos Izquierdo Torres, Paloma Adrados, Jorge Rodrigo Domínguez, Alicia Sánchez-Camacho, María del Mar Blanco, Daniel Portero de la Torre, Pedro Muñoz Abrines, Diego Sanjuanbenito Bonal, Almudena Negro Konrad, Yolanda Ibarrola, Eduardo Raboso García-Baquero, María Nadia Álvarez Padilla, María Yolanda Estrada Madrid, Jaime de los Santos, Álvaro Ballarín Valcárcel, Rocío Albert López, Lorena Heras Sedano, Carlos Díaz-Pache Gosende, José Enrique Núñez Guijarro, José Antonio Sánchez Serrano, Pedro María Corral Corral, Esther Platero San Román, Paloma Tejero Toledo, Carlos Novillo Piris, Miguel Ángel García Martín, José Virgilio Menéndez Medrano, Ana Dávila-Ponce de León Municio, Juana Beatriz Pérez Abraham, Álvaro Moraga Valiente, José María Arribas del Barrio, Sergio Brabezo Carballo, Marta Marbán de Frutos, María Carmen Castell Díaz, Elisa Adela Vigil González, Luis Miguel Torres Hernández, Daniel Rodríguez Asensio, Rafael Núñez Huesca, Noelia Núñez González, Encarnación Rovero Flor, Carlos González Maestre, Ana Collado Jiménez, Juan Soler-Espiauba, Carlos Segura Gutiérrez, Janette Novo Castillo, Oliva Cristina García Robredo, Tomás Burgos Beteta, Manuel Bautista Monjón, Alejandra Serrano Fernández, Francisco Galeote Perea, Lucía Soledad Fernández Alonso, Ángel Ramos Sánchez, Judit Piquet Flores, María Isabel Redondo Alcaide, Ignacio José Pezuela Cabañes, Juan Carlos Carretero Carretero |
| MM     |       | Mónica García Gómez, Pablo Gómez Perpinyà, Manuela Bergerot Uncal, Antonio Sánchez Domínguez, María Pastor Valdés, Alejandro Sánchez Pérez, Loreto Arenillas Gómez, Jorge Moruno Danzi, María Acín Carrera, Héctor Tejero Franco, Raquel Huerta Bravo, Emilio Delgado Orgaz, Alodia Pérez Muñoz, Eduardo Fernández Rubiño, Jazmín Beirak Ulanosky, Hugo Martínez Abarca, Tania Sánchez Melero, Santiago Eduardo Gutiérrez Benito, Esther Rodríguez Moreno, Diego Figuera Álvarez, Alicia Torija López, Alberto Oliver Gómez de la Vega, Teresa de Jesús Zurita Ramón, Javier Padilla Bernáldez |
| PSOE-M |       | Ángel Gabilondo, Hana Jalloul, Pilar Llop, Juan Lobato Gandarias, Irene Lozano, Mónica Carazo Gómez, Jesús Celada Pérez, Manuela Villa Acosta, Pilar Sánchez Acera, José Cepeda, Lorena Morales Porro, Diego Cruz Torrijos, María Carmen Barahona Prol, José Luis García Sánchez, María Carmen Mena Romero, Gonzalo Pastor Barahona, Matilde Isabel Díaz Ojeda, Juan José Moreno Navarro, Cristina González Álvarez, Fernando Fernández Lara, Isabel Aymerich d'Olhaberriague, Javier Guardiola Arévalo, Begoña Estefanía Suárez Menéndez, Eduardo Fernández Palomares |
| Vox    |       | Rocío Monasterio, Jorge Arturo Cutillas Cordón, Ana María Cuartero Lorenzo, Íñigo Henríquez de Luna, José Luis Ruiz Bartolomé, Mariano Calabuig Martínez, Alicia Verónica Rubio Calle, Javier Pérez Gallardo, José Ignacio Arias Moreno, Gádor Pilar Joya Verde, Pablo Gutiérrez de Cabiedes Hidalgo de Caviedes, Jaime María de Berenguer de Santiago, Gonzalo Babé Romero |
| UP     |       | Pablo Iglesias, Isabel Serra, Vanessa Lillo Gómez, Alejandra Jacinto Uranga, Agustín Moreno García, Jesús Santos Gimeno, Carolina Alonso Alonso, Beatriz Gimeno Reinoso, Serigne Mbaye Diouf, Sol Sánchez |

- Pablo Iglesias (UP) ne siège pas et est remplacé dès l'ouverture de la législature par Jacinto Morano González après renonciation de José Julio Rodríguez Fernández.
- Ángel Gabilondo (PSOE) ne siège pas et est remplacé dès l'ouverture de la législature par Sonia Conejero Palero.
- Juan José Moreno (PSOE) ne siège pas et est remplacé dès l'ouverture de la législature par Santiago José Rivero Cruz.
- Eduardo Fernández Palomares (PSOE) ne siège pas et est remplacé dès l'ouverture de la législature par Marta Bernardo Llorente.
- Mónica Carazo (PSOE) ne siège pas et est remplacée dès l'ouverture de la législature par Enrique Rico García-Hierro.
- Daniel Rodríguez (PP) ne siège pas et est remplacé dès l'ouverture de la législature par Carla Isabel Greciano.
- Rafael Núñez (PP) ne siège pas et est remplacé dès l'ouverture de la législature par Orlando Chacón Tabares.
- Cristina García (PP) ne siège pas et est remplacée dès l'ouverture de la législature par Enrique Serrano Sánchez-Tembleque.
- Isabel Serra (UP) ne siège pas et est remplacée après l'ouverture de la législature par Paloma García Villa.
- Yolanda Ibarrola (PP) est remplacée en juillet 2021 par Mirina Cortés Ortega.
- Miguel Ángel García (PP) est remplacé en juillet 2021 par María del Mar Nicolás Robledano.
- Luis Torres (PP) est remplacé en juillet 2021 par Carlos González Pereira.
- Manuel Bautista (PP) est remplacé en juillet 2021 par Miguel Ángel Recuenco Checa.
- Nadia Álvarez (PP) est remplacée en juillet 2021 par Miriam Rabaneda Gudiel.
- Rocío Albert (PP) est remplacée en juillet 2021 par Miriam Bravo Sánchez.
- José Antonio Sánchez (PP) est remplacé en juillet 2021 par Alberto Escribano García.
- Carlos Novillo (PP) est remplacé en juillet 2021 par Ignacio Catalá Martínez.
- Carlos Díaz-Pache (PP) est remplacé en juillet 2021 par José Manuel Zarzoso Revenga.
- Pilar Llop (PSOE) est remplacée en juillet 2021 par María del Carmen López Ruiz.
- Juan Carlos Carretero (PP) est remplacé en juillet 2021 par Juan Antonio Peña Ochoa.
- Irene Lozano (PSOE) est remplacée en novembre 2021 par Agustín Vinagre Alcázar.
- Isabel Aymerich (PSOE) est remplacé en novembre 2021 par Silvia Monterrubio Hernando.
- Carmen Castell (PP) est remplacée en novembre 2022 par María Belén Fernández-Salinero García.
- Pilar Sánchez (PSOE) est remplacée en décembre 2022 par Nicolás Rodríguez García.

### 2023
| Parti | Parti | Députés élus |
| ----- | ----- | --- |
| PP    |       | Isabel Díaz Ayuso, Alfonso Carlos Serrano Sánchez-Capuchino, Enrique Ossorio, Eugenia Carballedo, Javier Fernández-Lasquetty y Blanc, Paloma Martín Martín, Enrique Ruiz Escudero, Ana Belén Millán Aroyo, Pedro Muñoz Abrines, Jorge Rodrigo Domínguez, Ignacio Vázquez Casavilla, Jesús Moreno García, Elisa Adela Vigil González, José Antonio Sánchez Serrano, María del Mar Blanco, Carlos Díaz-Pache Gosende, Miguel López-Valverde Argueso, Miguel Ángel García Martín, Ana Dávila-Ponce de León Municio, Patricia Reyes, José Enrique Núñez Guijarro, Carlos Novillo Piris, Oliva Cristina García Robredo, Míriam Bravo Sánchez, José Virgilio Menéndez Medrano, Rafael Núñez Huesca, Eduardo Raboso García-Baquero, Rocío Albert López, Mirina Cortés Ortega, Daniel Portero de la Torre, Ramón Cubián Martínez, José María Arribas del Barrio, Alma Lucía Ezcurra Almansa, Daniel Rodríguez Asensio, Yolanda Ibarrola, Isabel Vega de la Vara, Jaime de los Santos, Francisco Galeote Perea, Carlos González Maestre, Susana Pérez Quislant, Ignacio Catalá Martínez, Esther Platero San Román, Miguel Olite Lumbreras, Pablo Posse Praderas, Juana Beatriz Pérez Abraham, Pedro María Corral Corral, Sandra Samboal Ugena, Jorge García Díaz, José María Ortiz Claver, Alicia Sánchez-Camacho, Rafael García González, Carlos Daniel Martínez Rodríguez, Nikolay Yordanov Atanasov, Paula Raquel de las Heras Tundidor, Mónica Lavín Moreno-Torres, Gustavo Alaín Eustache Soteldo, Raúl Martín Galán, Alberto Tomé González, Ana Collado Jiménez, Marta Marbán de Frutos, Álvaro Ballarín Valcárcel, María Mercedes Zarzalejo Carbajo, Juan José Murillo Moreno, Laura Gutiérrez Barreno, Jonatan Alberto Arroyo Perea, Tomás Burgos Beteta, Carlota Pasarón González, Laura Castilla Rodríguez, David Jonathan Parry Lafont, Miguel Ángel Rumayor Fernández |
| MM-VQ |       | Mónica García Gómez, Javier Padilla Bernáldez, Manuela Bergerot Uncal, Pablo Gómez Perpinyà, Carla Antonelli, Loreto Arenillas Gómez, Alberto Oliver Gómez de la Vega, María Pastor Valdés, María Acín Carrera, Antonio Sánchez Domínguez, Esther Rodríguez Moreno, Jorge Moruno Danzi, Alicia Torija López, Alejandro Sánchez Pérez, Alodia Pérez Muñoz, Héctor Tejero Franco, Diana Carol Paredes Choquehuanca, Hugo Martínez Abarca, Beatriz Borrás Vergel, Marta Lozano Sabroso, Emilio Delgado Orgaz, Jazmín Beirak Ulanosky, Pablo José Padilla Estrada, Jimena González Gómez, Marta Carmona Osorio, Diego Figuera Álvarez, Santiago Eduardo Gutiérrez Benito |
| PSOE  |       | Juan Lobato Gandarias, Llanos Castellanos, Esteban Álvarez León, Marta Bernardo Llorente, Carlos Romero Vinués, Leticia Lorenzo Brito, Fernando Fernández Lara, María del Mar Espinar Mesa Moles, Jesús Celada Pérez, Cristina González Álvarez, Rafael Martínez Pérez, Lorena Morales Porro, Javier Guardiola Arévalo, María Tatiana Jiménez Liébana, José Cepeda, Manuela Villa Acosta, Agustín Vinagre Alcázar, María del Carmen Mena Romero, José Luis García Sánchez, Isabel Sofía Cadórniga Varela, Diego Cruz Torrijos, Silvia Monterrubio Hernando, Guillermo Martín Jiménez, Emilia Sánchez Prieto, Daniel Rubio Caballero, Santiago José Rivero Cruz, Sara Bonmatí García |
| Vox   |       | Rocío Monasterio, José Luis Ruiz Bartolomé, Ana María Cuartero Lorenzo, Íñigo Henríquez de Luna, Jorge Arturo Cutillas Cordón, Ana María Velasco Vidal-Abarca, Isabel Pérez Moñino-Aranda, José Antonio Fuster Lamelas, José Ignacio Arias Moreno, María Belén González Moreno, Mariano Calabuig Martínez |

- Juan José Murillo (PP) est remplacé le 13 juillet 2023 par Ana María Gómez Rodríguez.
- Oliva García (PP) est remplacée le 13 juillet 2023 par Luis María Pelegrina López.
- José María Ortiz (PP) est remplacé le 13 juillet 2023 par Sergio Brabezo Carballo.
- Laura Gutiérrez (PP) est remplacée le 13 juillet 2023 par Enrique Serrano Sánchez-Tembleque.
- Patricia Reyes (PP) est remplacée le 13 juillet 2023 par Álvaro Moraga Valiente.
- Daniel Rodríguez (PP) est remplacé le 13 juillet 2023 par Mónica García Molina.
- Miguel Olite (PP) est remplacé le 13 juillet 2023 par Andrés Navarro Morales.
- Rafael García (PP) est remplacé le 13 juillet 2023 par Encarnación Rivero Flor.
  - Encarnación Rivero (PP) est remplacée le 14 septembre 2023 par María Josefa Martínez de la Fuente.
- Alberto Tomé (PP) est remplacé le 13 juillet 2023 par Juan Carlos Carretero Carretero.
- Laura Castilla (PP) est remplacée le 13 juillet 2023 par Luis del Olmo Flórez.
- Carlos Martínez (PP) est remplacé le 13 juillet 2023 par Marcos Crespo Hualda.
- Ramón Cubián (PP) est remplacé le 13 juillet 2023 par Elena Mantilla García.
  - Elena Mantilla (PP) est remplacée le 14 septembre 2023 par Ángel Francisco Alonso Bernal.
- Eduardo Raboso (PP) est remplacé le 13 juillet 2023 par José Antonio Sánchez Rodríguez.
- Ignacio Vázquez (PP) est remplacé le 14 septembre 2023 par Lourdes de Villota Chocano.
- Jaime de los Santos (PP) est remplacé le 14 septembre 2023 par Ismael Sirio López Martín.
- Pedro Muñoz (PP) est remplacé le 14 septembre 2023 par María Inmaculada Pérez Bordejé.
- Eugenia Carballedo (PP) est remplacée le 14 septembre 2023 par Ainhoa García Jabonero.
- Ana Collado (PP) est remplacée le 14 septembre 2023 par Lorenzo Pérez Rojo.
- Jorge García (PP), mort en fonctions, est remplacé le 19 octobre 2023 par Gema Covadonga Fernández Revuelta.
- Javier Fernández-Lasquetty (PP) est remplacé le 2 novembre 2023 par Óscar Alegre Martín.
- Mónica García (MM) est remplacée le 23 novembre 2023 par Emilia Sánchez-Pantoja Belenguer.
- Javier Padilla (MM) est remplacé le 23 novembre 2023 par Juan Ignacio Varela-Portas Orduña.
- Llanos Castellanos (PSOE) est remplacée le 7 décembre 2023 par Horacio Díez Contreras.
- Guillermo Martín (PSOE) est remplacé le 15 décembre 2023 par Raquel Barahona Noriega.
- Héctor Tejero (MM) est remplacé le 1er février 2024 par María Luisa Escalante Miragaya.
- José Luis Ruiz (Vox) est remplacé le 1er février 2024 par Javier Pérez Gallardo.
- José Enrique Núñez (PP) est remplacé le 1er février 2024 par María Mercedes López Moreno.
- Manuela Villa (PSOE) est remplacée le 22 février 2024 par Marcos Herrero Verdugo.
- Jazmín Beirak (MM) est remplacée en mars 2024 par Samuel Escudero León.
- Alma Ezcurra (PP) est remplacée en septembre 2024 par Rut Alcocer Díez.